# HSL (Hic Sunt Leones)
HSL (Hic Sunt Leones) è il quinto album nella discografia degli Assalti Frontali/Onda Rossa Posse; uscito nel 2004, segna il ritorno del gruppo a il manifesto dopo una breve parentesi presso una major: la BMG.
Il disco, come Conflitto, è interamente suonato dai Brutopop.
È stato registrato al Mousehouse studio di Centocelle, quartiere di Roma nonché sede da sempre degli Assalti Frontali, mixato da Kaki Arkarazo.

## Titolo
Il titolo del disco fa riferimento a quanto riportato sulle carte geografiche dell'antica Roma, dove "hic sunt leones" stava a designare una zona ancora inesplorata e potenzialmente pericolosa.

## Tracce
(Grillandi, Mascini)
1. Denaro gratis - 4:35
2. Le merde fanno affari - 4:32
3. Un cannone me lo merito - 4:26
4. Rotta indipendente - 4:25
5. In periferia - 4:34
6. Bella da morire - 4:44
7. Presto, presto - 1:41
8. H.s.l. - 4:16
9. No religione - 4:01
10. Sulla strada - 4:46 (featuring Irantzu Silva)